# Toute l'Argentine

Portada

Toute l'Argentine es un disco de estudio de Los Calchakis, grabado en 1976 con el sello francés ARION, supone un repaso del folklore argentino.

## Lista de canciones
| N.º | Título                      | Música                                   | Duración |  |
| 1.  | «Geografía norteña»         | A. Mª Miranda                            |          |  |
| 2.  | «Bailecito triple»          | A. Mª Miranda                            |          |  |
| 3.  | «Lejos de mi tierra»        | H. Miranda y Lambaré                     |          |  |
| 4.  | «Vallecito»                 | Buenaventura Luna                        |          |  |
| 5.  | «Alambrao de púas»          | H. Miranda y F. Vildozola                |          |  |
| 6.  | «Imágenes argentinas»       | Sergio Arriagada                         |          |  |
| 7.  | «Chámame federal»           | H. Miranda y M. Torres                   |          |  |
| 8.  | «La telesita»               | Agustín Carbajal y Andrés Chazarreta     |          |  |
| 9.  | «La vieja»                  | Atahualpa Yupanqui y Hugo Díaz           |          |  |
| 10. | «Nostalgia abierta»         | H. Miranda y W. Cejas                    |          |  |
| 11. | «Carnaval de Humahuaca»     | folklore arr. H. Miranda y A. Mª Miranda |          |  |
| 12. | «Selvas vírgenes»           | Raúl Luzzi                               |          |  |
| 13. | «Carta a Buenos Aires»      | H. Miranda y Lambaré                     |          |  |
| 14. | «Norte de mi territorio»    | H. Miranda y Héctor José Manzo           |          |  |
| 15. | «Zamba gris - Gato quenero» | Tandilero y A. Mª Miranda                |          |  |

## Integrantes
- Héctor Miranda
- Nicolás Pérez González
- Fernando Vildozola
- Sergio Arriagada